# Herbert – Przesłanie
Herbert – Przesłanie – album studyjny z muzyką Stanisława Radwana i piosenkami z tekstami poezji polskiego poety Zbigniewa Herberta.

## Historia
W 1979 Teatr Stary w Krakowie wystawiał spektakl na podstawie poezji Zbigniewa Herberta "Powrót Pana Cogito". Na płycie, której pomysłodawcą był Zbigniew Preisner, znalazły się pieśni ze spektaklu z muzyką Stanisława Radwana. Orkiestrę Sinfonietta Cracovia poprowadził sam kompozytor. Album dopełniły trzy kompozycje Radwana do tekstów biblijnych (fragmenty Księgi Hioba, Pieśni nad pieśniami i modlitwa Anioł Pański).
Na płycie wystąpili: Janusz Olejniczak, Konstanty Andrzej Kulka, Piotr Wojtasik, Jerzy Główczewski, Beata Fudalej, Anna Radwan, Mariusz Benoit, Piotr Machalica, Jerzy Trela, Zbigniew Zamachowski, Jacek Romanowski, Rafał Dziwisz, Andrzej Sikorowski, Piotr Łykowski, Sinfonietta Cracovia i Chór "Angelus".

## Lista utworów
| 1.  | "Pan Cogito obserwuje w lustrze swoją twarz" | 3:12  |
|     |                                              |       |
| 2.  | "Fragment"                                   | 2:28  |
|     |                                              |       |
| 3.  | "Intermedium Pavana na śmierć Joasa"         | 1:31  |
|     |                                              |       |
| 4.  | "Kłopoty małego stwórcy"                     | 3:08  |
|     |                                              |       |
| 5.  | "Naprzód pies"                               | 2:43  |
|     |                                              |       |
| 6.  | "Intermedium Sarabanda"                      | 1:52  |
|     |                                              |       |
| 7.  | "Prolog"                                     | 5:50  |
|     |                                              |       |
| 8.  | "Pieśń o bębnie"                             | 2:54  |
|     |                                              |       |
| 9.  | "Intermedium Andante appasionato"            | 2:10  |
|     |                                              |       |
| 10. | "Sprawozdanie z raju"                        | 3:46  |
|     |                                              |       |
| 11. | "Hakeldama"                                  | 2:42  |
|     |                                              |       |
| 12. | "Intermedium Preludium żałobne"              | 2:43  |
|     |                                              |       |
| 13. | "Przesłanie Pana Cogito"                     | 4:55  |
|     |                                              |       |
| 14. | "Z Księgi Hioba"                             | 5:26  |
|     |                                              |       |
| 15. | "Pieśń nad Pieśniami"                        | 4:03  |
|     |                                              |       |
| 16. | "Anioł Pański"                               | 10:14 |
|     |                                              |       |
|     |                                              | 59:37 |
|     |                                              |       |